# 紐約市律師公會

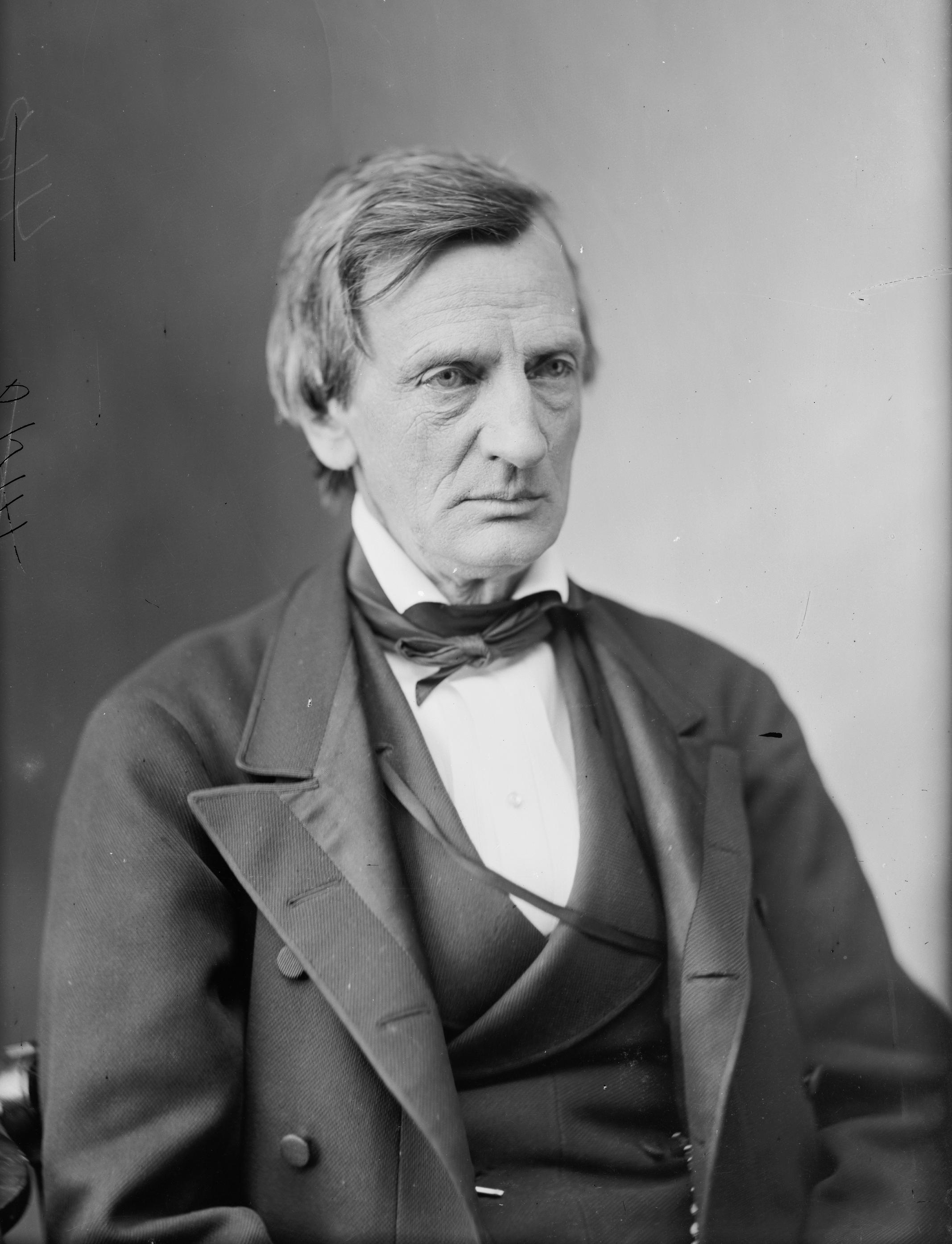
威廉·M·埃瓦茨的肖像，紐約市律師公會的第一任會長

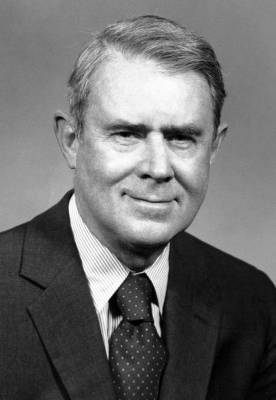
赛勒斯·万斯於1974年至1976年擔任紐約市律師公會的會長

紐約市律師公會（New York City Bar Association (City Bar)）成立於1870年，是一個由美國紐約市律師和法學院學生組成的自願性律師公會。自1896年以來，該組織正式名稱為"紐約市律師公會"(Association of the Bar of the City of New York)，總部位於曼哈頓第五與第六大街之間44街的標誌性建物中。至今，紐約市律師公會擁有超過24,000名會員。現任會長"羅傑·胡安·馬爾多納多"(Roger Juan Maldonado)於2018年5月開始為期兩年的任期。

## 歷史沿革
紐約市律師公會（Association of the Bar of the City of New York；現稱 New York City Bar Association (City Bar)）成立於1870年，旨在回應公眾對於紐約市法官與律師腐敗問題的關注。包括威廉·M·埃瓦茨與塞繆爾·瓊斯·蒂爾登在內的一些早期的官員積極尋求罷免腐敗的法官，並主導起訴惡名昭著的威廉·馬吉爾·特威德。在官員中出現了許多最傑出的律師，其中包括羅脫、查尔斯·埃文斯·休斯與塞繆爾·西伯里等人。

## 外部連接
- New York City Bar Association Website （页面存档备份，存于）